# پناکوک (نیوهمپشایر)
پناکوک (به انگلیسی: Penacook) یک روستا در ایالات متحده آمریکا است که در شهرستان مریمک، نیوهمپشایر واقع شده‌است. پناکوک ۱۰۰٫۸۹ متر بالاتر از سطح دریا واقع شده‌است.